# Mdhilla (délégation)
Mdhilla est une délégation tunisienne dépendant du gouvernorat de Gafsa.
En 2004, elle compte 14 841 habitants dont 7 514 hommes et 7 327 femmes répartis dans 2 867 ménages et 3 078 logements.